# Chelipoda nigrans
Chelipoda nigrans är en tvåvingeart som beskrevs av Axel Leonard Melander 1928. Chelipoda nigrans ingår i släktet Chelipoda och familjen dansflugor. Inga underarter finns listade i Catalogue of Life.